# MS Allure of the Seas
MS Allure of the Seas je brod za krstarenje izgrađen u finskom brodogradilištu STX Europe (bivši Aker Finnyards) u gradu Turku, za norveško-američku kompaniju Royal Caribbean International, drugi brod iz klase Oasis. Zajedno s blizancem, cruiserom Oasis of the Seas, najveći putnički brod ikada izgrađen.
Projekt je započet pod nazivom »Project Genesis«, te je brod naručen veljače 2006., dok je izgradnja započela veljače 2008. Svibnja 2008., ime Allure of the Seas izabrano je na javnom natječaju, kao i naziv blizanca i klase (Oasis of the Seas, klasa Oasis). Kobilica u suhom doku položena je 2. prosinca 2008., te je iz doka isplovio 20. studenoga 2009. Kapacitet putnika je od 5400 do 6400. Troškovi izgradnje bili su 1,2 milijarde američkih dolara (800 milijuna Eura).
29. listopada 2010. napustio je brodogradilište STX Europe i zaplovio za Port Everglades na Floridi u Sjedinjenim Državama. Na prvo je putovanje isplovio krajem 2010.

## Vanjske poveznice
- Službena stranica
- Foto galerija izgradnje   Arhivirana inačica izvorne stranice od 13. veljače 2010. (Wayback Machine)
- cruiseweb.nl Arhivirana inačica izvorne stranice od 29. prosinca 2009. (Wayback Machine) (pdf)